# 합

수학에서 유한합(有限合, 영어: finite sum)은 유한 개의 수를 더한 결과를 뜻한다. 유한합의 표기에는 그리스 문자 시그마의 모양을 딴 기호 {\displaystyle \textstyle \sum }가 쓰인다.

## 정의
유한 수열 {\displaystyle (a_{m},a_{m+1},\dots ,a_{n})}의 유한합
{\displaystyle \sum _{k=m}^{n}a_{k}=\sum _{m\leq k\leq n}a_{k}=a_{m}+a_{m+1}+\cdots +a_{n}}
은 이 수열의 모든 항을 더한 결과를 뜻하며, 다음과 같이 재귀적으로 정의할 수 있다.
{\displaystyle \sum _{k=m}^{m-1}a_{k}=0}
{\displaystyle \sum _{k=m}^{n}a_{k}=a_{n}+\sum _{k=m}^{n-1}a_{k}\qquad (n\in \{m,m+1,m+2,\dots \})}
보다 일반적으로, 유한 집합 {\displaystyle I}로 첨수된 수들의 집합 {\displaystyle \{a_{i}\colon i\in I\}}의 유한합은 이 집합의 모든 원소를 더한 결과를 뜻하며, 다음과 같이 정의된다.
{\displaystyle \sum _{i\in I}a_{i}=\sum _{k=1}^{|I|}a_{f(k)}}
여기서 {\displaystyle |I|}는 {\displaystyle I}의 크기이며, {\displaystyle f\colon \{1,\dots ,|I|\}\to I}는 임의의 전단사 함수이다. 위 정의가 유효한 것은 위 합이 전단사 함수 {\displaystyle f}의 선택과 무관하기 때문이다.
집합 {\displaystyle I} 및 그 위의 성질 {\displaystyle P}에 대하여, 원소 {\displaystyle i\in I}가 성질 {\displaystyle P}를 만족시킨다는 것을 {\displaystyle P(i)}로 쓰자. 만약 집합 {\displaystyle \{i\in I\colon P(i)\}}가 유한 집합일 경우, 유한합
{\displaystyle \sum _{i\in \{j\in I\colon P(j)\}}a_{i}}
는
{\displaystyle \sum _{i\in I\colon P(i)}a_{i}}
와 같이 표기할 수 있다.

## 성질

### 항등식
합에 대한 성질을 나타내는 다음과 같은 항등식들이 성립한다.
- (점화식) {\displaystyle \sum _{k=1}^{n}a_{k}=\sum _{k=1}^{m}a_{k}+\sum _{k=m+1}^{n}a_{k}}
- (덧셈의 보존) {\displaystyle \sum _{k=1}^{n}(a_{k}\pm b_{k})=\sum _{k=1}^{n}a_{k}\pm \sum _{k=1}^{n}b_{k}}
- (분배 법칙) {\displaystyle \sum _{k=1}^{n}ca_{k}=c\sum _{k=1}^{n}a_{k}}
- (선형성: 이는 덧셈의 보존 및 분배 법칙의 일반화이다.) {\displaystyle \sum _{k=1}^{n}(ca_{k}+c'b_{k})=c\sum _{k=1}^{n}a_{k}+c'\sum _{k=1}^{n}b_{k}}
- (푸비니 정리) {\displaystyle \sum _{i=1}^{m}\sum _{j=1}^{n}a_{i,j}=\sum _{j=1}^{n}\sum _{i=1}^{m}a_{i,j}=\sum _{{1\leq i\leq m} \atop {1\leq j\leq n}}a_{i,j}}

그러나 합은 곱셈과 나눗셈을 보존하지 않는다.

### 부등식
실수들의 유한합을 포함하는 다음과 같은 부등식들이 성립한다.
- (코시-슈바르츠 부등식) {\displaystyle \left(\sum _{k=1}^{n}a_{k}b_{k}\right)^{2}\leq \left(\sum _{k=1}^{n}a_{k}^{2}\right)\left(\sum _{k=1}^{n}b_{k}^{2}\right)}
- (횔더 부등식: 코시-슈바르츠 부등식은 이 부등식의 특수한 경우이다.) {\displaystyle \sum _{k=1}^{n}|a_{k}b_{k}|\leq \left(\sum _{k=1}^{n}|a_{k}|^{p}\right)^{\frac {1}{p}}\left(\sum _{k=1}^{n}|b_{k}|^{q}\right)^{\frac {1}{q}}\qquad p,q>1,\;{\frac {1}{p}}+{\frac {1}{q}}=1}
- (민코프스키 부등식) {\displaystyle \left(\sum _{k=1}^{n}|a_{k}+b_{k}|^{p}\right)^{\frac {1}{p}}\leq \left(\sum _{k=1}^{n}|a_{k}|^{p}\right)^{\frac {1}{p}}+\left(\sum _{k=1}^{n}|b_{k}|^{p}\right)^{\frac {1}{p}}\qquad p>1}

증명 (코시-슈바르츠 부등식):
{\displaystyle {\begin{aligned}0&\leq \sum _{i=1}^{n}\sum _{j=1}^{n}(a_{i}b_{j}-a_{j}b_{i})^{2}\\&=\sum _{i=1}^{n}\sum _{j=1}^{n}(a_{i}^{2}b_{j}^{2}-2a_{i}a_{j}b_{i}b_{j}+a_{j}^{2}b_{i}^{2})\\&=2\sum _{i=1}^{n}\sum _{j=1}^{n}a_{i}^{2}b_{j}^{2}-2\sum _{i=1}^{n}\sum _{j=1}^{n}a_{i}a_{j}b_{i}b_{j}\\&=2\left(\sum _{i=1}^{n}a_{i}^{2}\right)\left(\sum _{j=1}^{n}b_{j}^{2}\right)-2\left(\sum _{k=1}^{n}a_{k}b_{k}\right)^{2}\end{aligned}}}
증명 (횔더 부등식):
영의 부등식에 따라 다음과 같이 증명할 수 있다.
{\displaystyle {\frac {\displaystyle \sum _{k=1}^{n}|a_{k}b_{k}|}{\displaystyle \left(\sum _{i=1}^{n}|a_{i}|^{p}\right)^{\frac {1}{p}}\left(\sum _{j=1}^{n}|b_{j}|^{q}\right)^{\frac {1}{q}}}}=\sum _{k=1}^{n}\left({\frac {|a_{k}|^{p}}{\displaystyle \sum _{i=1}^{n}|a_{i}|^{p}}}\right)^{\frac {1}{p}}\left({\frac {|b_{k}|^{q}}{\displaystyle \sum _{j=1}^{n}|b_{j}|^{q}}}\right)^{\frac {1}{q}}\leq \sum _{k=1}^{n}\left({\frac {1}{p}}{\frac {|a_{k}|^{p}}{\displaystyle \sum _{i=1}^{n}|a_{i}|^{p}}}+{\frac {1}{q}}{\frac {|b_{k}|^{q}}{\displaystyle \sum _{j=1}^{n}|b_{j}|^{q}}}\right)={\frac {1}{p}}+{\frac {1}{q}}=1}
증명 (민코프스키 부등식):
다음과 같은 {\displaystyle q>1}를 취하자.
{\displaystyle {\frac {1}{p}}+{\frac {1}{q}}=1}
그렇다면, 이 부등식은 횔더 부등식을 사용하여 다음과 같이 증명할 수 있다.
{\displaystyle {\begin{aligned}\sum _{k=1}^{n}|a_{k}+b_{k}|^{p}&\leq \sum _{k=1}^{n}|a_{k}||a_{k}+b_{k}|^{p-1}+\sum _{k=1}^{n}|b_{k}||a_{k}+b_{k}|^{p-1}\\&\leq \left(\sum _{k=1}^{n}|a_{k}|^{p}\right)^{\frac {1}{p}}\left(\sum _{k=1}^{n}|a_{k}+b_{k}|^{q(p-1)}\right)^{\frac {1}{q}}+\left(\sum _{k=1}^{n}|b_{k}|^{p}\right)^{\frac {1}{p}}\left(\sum _{k=1}^{n}|a_{k}+b_{k}|^{q(p-1)}\right)^{\frac {1}{q}}\\&=\left(\left(\sum _{k=1}^{n}|a_{k}|^{p}\right)^{\frac {1}{p}}+\left(\sum _{k=1}^{n}|b_{k}|^{p}\right)^{\frac {1}{p}}\right)\left(\sum _{k=1}^{n}|a_{k}+b_{k}|^{p}\right)^{\frac {1}{q}}\end{aligned}}}

## 예
일부 특수한 합은 더 간단한 꼴의 식으로 나타낼 수 있으며, 그 예는 다음과 같다.

### 다항식
- (상수열의 유한합) {\displaystyle \sum _{k=1}^{n}c=cn}
- (등차수열의 유한합: 이를 삼각수라고 한다.) {\displaystyle \sum _{k=1}^{n}k={\frac {n(n+1)}{2}}={\frac {n^{2}}{2}}+{\frac {n}{2}}}
- (제곱수의 유한합: 이를 사각뿔수라고 한다.) {\displaystyle \sum _{k=1}^{n}k^{2}={\frac {n(n+1)(2n+1)}{6}}={\frac {n^{3}}{3}}+{\frac {n^{2}}{2}}+{\frac {n}{6}}}
- (세제곱수의 유한합: 이를 니코마코스 정리(영어: Nicomachus's theorem)라고 한다.) {\displaystyle \sum _{k=1}^{n}k^{3}=\left(\sum _{k=1}^{n}k\right)^{2}=\left({\frac {n(n+1)}{2}}\right)^{2}={\frac {n^{4}}{4}}+{\frac {n^{3}}{2}}+{\frac {n^{2}}{4}}}
- (네제곱수의 유한합) {\displaystyle \sum _{k=1}^{n}k^{4}={\frac {n(n+1)(2n+1)(3n^{2}+3n-1)}{30}}={\frac {n^{5}}{5}}+{\frac {n^{4}}{2}}+{\frac {n^{3}}{3}}-{\frac {n}{30}}}
- (다섯제곱수의 유한합) {\displaystyle \sum _{k=1}^{n}k^{5}={\frac {n^{2}(n+1)^{2}(2n^{2}+2n-1)}{12}}}
- (여섯제곱수의 유한합) {\displaystyle \sum _{k=1}^{n}k^{6}={\frac {n(n+1)(2n+1)(3n^{4}+6n^{3}-3n+1)}{42}}}
- (일곱제곱수의 유한합) {\displaystyle \sum _{k=1}^{n}k^{7}={\frac {n^{2}(n+1)^{2}(3n^{4}+6n^{3}-n^{2}-4n+2)}{24}}}
- (임의의 거듭제곱수의 유한합: 이를 파울하버 공식(영어: Faulhaber's formula)이라고 한다. 여기서 {\displaystyle B_{k}}는 {\displaystyle k}번째 베르누이 수이다.) {\displaystyle \sum _{k=1}^{n}k^{p}=\sum _{k=0}^{p}B_{k}{\binom {p}{k}}{\frac {(n+1)^{p-k+1}}{p-k+1}}}

증명 (세제곱 합):
항등식
{\displaystyle (k+1)^{4}-k^{4}=4k^{3}+6k^{2}+4k+1\qquad (k\in \{1,\dots ,n\})}
을 모두 더해서 정리해주면 위 공식과 같은 결과가 도출된다.

### 유리식
- (조화수열의 유한합: 이를 조화수라고 한다.) {\displaystyle \sum _{k=1}^{n}{\frac {1}{k}}=\int _{0}^{1}{\frac {1-x^{n}}{1-x}}dx=H_{n}}

### 지수 함수
- (등비수열의 유한합) {\displaystyle \sum _{k=0}^{n}a^{k}={\frac {1-a^{n+1}}{1-a}}\qquad a\neq 1}
- (등차-등비 수열의 유한합) {\displaystyle \sum _{k=1}^{n}ka^{k}={\frac {a-(n+1)a^{n+1}+na^{n+2}}{(1-a)^{2}}}\qquad a\neq 1}
- (삼각 함수의 유한합: 이를 디리클레 핵(영어: Dirichlet kernel)이라고 한다.) {\displaystyle \sum _{k=1}^{n}\cos k\theta =-{\frac {1}{2}}+{\frac {\sin \left(n+{\dfrac {1}{2}}\right)\theta }{2\sin {\dfrac {\theta }{2}}}}\qquad \theta \neq 0}

### 이항 계수
- (이항 계수의 유한합) {\displaystyle \sum _{k=0}^{n}{\binom {n}{k}}=2^{n}}{\displaystyle \sum _{p=k}^{n}{\binom {p}{k}}={\binom {n+1}{k+1}}}
- (하강 계승의 유한합) {\displaystyle \sum _{k=0}^{n}n^{\underline {k}}=\lfloor n!e\rfloor }

## 같이 보기
- 급수: 무한합